# Лекаровце
Лекаровце, Лікарівці, (словац. Lekárovce, угор. Lakárd) — село, громада в окрузі Собранці, Кошицький край, східна Словаччина. Кадастрова площа громади — 12,27 км². Населення — 897 осіб (за оцінкою на 31 грудня 2017 р.)
Знаходиться за ~20 км на південь від адміністративного центра округу міста Собранці і є найпівденнішою громадою округу.

## Географія
Розташоване на берегах річки Уж. Село розташоване на висоті 108 м над рівнем моря.
Кадастр громади на сході містить ділянку довжиною близько 3 км міждержавного кордону Словаччина — Україна.

## Історія
Перша згадка 1400-го року. До 1945 року було частиною Підкарпатської Русі і після війни було передане до Словаччини, як компенсація за отримане Радянським Союзом місто Чоп та його околиці. До 1945 року із села існувала дорога до Ботфалви біля стовпа №323, зараз її закрито колючим дротом радянських часів.

## Цікаві факти
На виборах до Сойму Карпатської України 12 лютого 1939 р. переважна більшість населення Лікарівців (652 особи проти 41) висловилася на підтримку Українського Національного Об'єднання, яке 15 березня 1939 р. проголосило державну незалежність Карпатської України.

## Населення
| Рік:            | 1994. | 2004.   | 2014.   | 2024.    |
| --------------- | ----- | ------- | ------- | -------- |
| Кількість осіб: | 1119  | 1035    | 940     | 835      |
| Різниця:        |       | -7,50 % | -9,17 % | -11,17 % |

| Рік:            | 2023. | 2024.   |
| --------------- | ----- | ------- |
| Кількість осіб: | 834   | 835     |
| Різниця:        |       | +0,11 % |

## Пам'ятки
У селі є греко-католицька церква Різдва Пресвятої Богородиці 1800 року в стилі бароко—класицизму, національна культурна пам'ятка та римо-католицький костел початку 19 століття.